# ویل اپل یارد
ویل اپل یارد (انگلیسی: Will Appleyard؛ زادهٔ ۲۶ دسامبر ۱۹۹۹) بازیکن فوتبال است.
از باشگاه‌هایی که در آن بازی کرده‌است می‌توان به باشگاه فوتبال استیونج اشاره کرد.